# Llogarai Nemzeti Park
A Llogarai Nemzeti Park vagy gyakran Llogorai Nemzeti Park (albán Parku Kombëtar i Llogarasë vagy Parku Kombëtar i Llogorasë) 1966-ban létrehozott, 1010 hektáron elterülő nemzeti park Albánia délnyugati részén, az Akrokerauni-hegyvidék északnyugati részén, a Llogara-hágó térségében.

## Domborzata és vízrajza
A park a Karaburun-félszigetet és az Albán-Riviéra partvidéki láncait alkotó Akrokerauni-hegyvidék északnyugati részén terül el, 1010 hektáron, légvonalban mindössze 3-4 kilométerre a Jón-tenger partvidékétől. Északról a Vlorai-öbölre ereszkedő Dukati-sík (Fusha e Dukatit), míg délen az Albán-Riviéra keskeny parti síkja határolja. A nemzeti park északi sávja még a Dukati-sík 300-400 méteres dombsági területein húzódik. Innen déli irányban dinamikusan emelkedik 1300-1400 méteres tengerszint feletti magasságig, keleti részén pedig már 1800-2000 méteres hegyvonulatok futnak. Legmagasabb csúcsai északkeleten a Lungara-hegységhez tartozó Qorre-hegy (Maja e Qorres, 2018 m), valamint a Rrëza e Kanalit csúcsai: délnyugaton a Gjipal-hegy (Maja e Gjipalit, 1449 m), délen pedig a Thanas-hegy (Maja e Thanasit, 1353 m). A nemzeti park déli határán fut a Llogara-hágó (Qafa e Llogarasë, 1027 m), nyugaton pedig – a Gjipal-hegy nyugati oldalán) a Mély-hágó (Qafa e Thellë, 1180 m).
A döntően homokkő alkotta hegyvidéket ideiglenes, de nagy csapadék vagy hóolvadás idején bő hozamú vízfolyások meredek szurdokvölgyei szabdalják. Az egyik legmélyebb völgy a nemzeti park déli peremén, a Qorre- és a Çika-hegy között futó Llogara-hágónál figyelhető meg, amely hordalékát a palasai parton teríti szét nagy szélességben. Ugyanezen a területen több bővizű karsztforrás található. A nemzeti park északi része a Dukat-patak forrásvidéke.

## Éghajlata
A nemzeti park éghajlata mediterrán hegyvidéki, az évi átlaghőmérséklet a tengerszint feletti magasságtól függően 6 és 10 °C között alakul. A valaha mért abszolút hőmérsékleti minimum -16 °C. Az éves csapadékmennyiség elérheti a 2000 millimétert, amelynek nagy része az őszi és téli évnegyedekben éri a területet, 1200-1400 méteres magasság felett jellemzően havazás formájában.

## Élővilága
A Llogara területe növényföldrajzi szempontból a mediterrán és a cirkumboreális flóraterületek határvidékén fekszik. 700-900 méteres tengerszint feletti magasságig a mediterrán, örökzöld macchiabozótosok és cserjések (leander, nemes babér, orvosi zsálya stb.), illetve a főként nagypikkelyű tölgyek és karmazsintölgyek alkotta mediterrán erdők adják a növénytakarót. A gyakori tüzek és az állattartás szolgálatában újabb és újabb legelőket eredményező erdőirtások komoly természetvédelmi problémát jelentenek ezeken az alacsonyabban fekvő területeken. A 900 méteres tengerszint feletti magasságot meghaladó övezetekben az erdők fő állományalkotó fajai a feketefenyő, a balkáni páncélfenyő, a makedón jegenyefenyő, a közönséges jegenyefenyő, a karmazsintölgy, a magyaltölgy, a komlógyertyán, a virágos kőris, a hegyi juhar, az európai mogyoró, az örökzöld puszpáng és a közönséges tiszafa. A különösen értékes, endemikus középhegységi fajok között tartanak számon egy orbáncfűfajt, a Hypericum haplophylloidest, valamint a nyúlfarkfüvek közé tartozó Sesleria tenuifolia albániai alfaját. 1800 méter felett fokozatosan az alpesi gyepek veszik át az erdők helyét.
A nemzeti park területén jelentős állománya él a vaddisznónak, a szürke farkasnak, a vörös rókának és a menyétnek, de kisebb számban barna medve és vadkecske is található a területen. A jelentősebb honos madárfajok közé tartozik a szirtifogoly, a hamvas küllő, több sólyom- és sasfaj, a hüllőfaunát pedig a vízisikló és a homoki vipera képviseli.

## Idegenforgalma
1966. november 21-én hozták létre a nemzeti parkot. Az ezt követő évtizedekben a parkot és a Llogara-hágót átszelő út mentén létesítették az állami idegenforgalmi vállalat, az Albturist kis faházakból álló üdülőfaluját, amelyet 1994-ben privatizáltak. Napjainkban népszerű kirándulóhely a nemzeti park értékeit bemutató látogatóközponttal és több túraútvonallal. Az SH8-as út mentén éttermek, kisebb és nagyobb szálláshelyek, kilátók és panorámateraszok várják az idelátogatókat. Természeti értékei mellett további turisztikai potenciált jelentenek a hegyvidéki és a tengeri levegő keveredéséből fakadó különleges klimatikus viszonyok, a nemzeti park déli pereme pedig a siklóernyőzők egyik kedvelt ugrópontja.
A nemzeti park nevezetesebb pontjai az alábbiak:
- Llogara-hágó, az 1027 méteren áthaladó SH8-as főút mentén vendéglők, bárok, panorámateraszok sorakoznak.
- A zászlós fenyő (albán Pisha Flamur) a Llogara-hágó közelében, az út mentén található különleges feketefenyő, amelynek a széljárás következményeként törzsének csak egyik oldalából nőttek ki az ágak, ezzel a fa megjelenése zászlószerű.[12]
- Mély-hágó (albán Qafa e Thellë), a nemzeti park nyugati végpontjában, 1180 méteres magasságban. Több, a Karaburun-félszigetre irányuló túra kiindulópontja.[13]
- Caesar hágója (albán Qafa e Cezarit), egy kisebb hágó a Llogara-hágótól északra, amelyen a hagyomány szerint i. e. 48-ban Iulius Caesar seregével megpihent. A közelben áll egy különleges sziklaformáció, amely a Caesar sziklája (Guri i Cezarit) nevet viseli, mellette fakad a Ponaçe-forrás (Burimi i Ponaçes).[14]
- Bregasi-erdő (Pylli i Bregasit) a nemzeti park délnyugati oldalán elterülő erdőség, a Thanas-hegy oldalában kopolyákkal és a Dhima-lépcső (Shkalla e Dhimës) néven ismert sziklaformációval, északi részén pedig a Konduka-zsombollyal (Gropa e Kondukës).[15]

A Nemzeti Park északkeleten, keleten és délen közvetlenül határos a Karaburun Natúrparkkal, de a közelben találhatóak a Karaburun–Sazan Tengeri Nemzeti Park védett területei is.